# Gulsparv
Gulsparv (Emberiza citrinella) är en stor och långstjärtad sparv inom familjen fältsparvar som förekommer över stora delar av Europa och i Väst- och Centralasien. Merparten av den europeiska populationen är stannfåglar medan den östra underarten delvis består av flyttfåglar som övervintrar längre söderut. 
Den adulta hanen har gult huvud, streckad brun rygg, kastanjebrun övergump och gul undersida. I andra dräkter är den liknande tecknad men i mindre intensiva färger. Gulsparven är vanlig i öppna biotoper med enstaka buskar eller träd. Sången är ganska karaktäristisk, men liknar tallsparvens. Tallsparven är för övrigt en nära släkting, och de kan ibland hybridisera och få fertil avkomma. 
Häckningen påbörjas vanligtvis i april eller maj. Honan bygger ett skålformat bo, som placeras dolt, nära marken. De tre till fem äggen är mönstrade med ett nät av fina svarta linjer. Honan ruvar äggen i tolv till 14 dagar. De duniga ungarna är bostannare, och tas om hand av honan och hanen i ytterligare elva till 13 dagar tills de är flygga. Gulsparven lägger två till tre kullar per år. Boet kan plundras av gnagare och kråkfåglar och de adulta fåglarna jagas av rovfåglar. Gulsparven födosöker på marken, utanför häckningssäsong ofta tillsammans i mindre flockar. Födan består huvudsakligen av frön, under häckningssäsongen kompletterat med ryggradslösa djur. Förändringar i människans jordbruksmetoder har gjort att populationen har minskat i Västeuropa, men dess stora population och mycket stora globala utbredningsområde gör att gulsparven ändå klassas som livskraftig av IUCN. 

## Utseende och läte
Gulsparven är 15,5–17 centimeter lång och har ett vingspann på 23–30 centimeter. Vikten kan uppgå till 30 gram. Den är långstjärtad och i alla dräkter har den en ostreckad rödbrun övergump och gula inslag i fjäderdräkten.  
Den adulta hanen har i häckningsdräkt ett lysande gult huvud och strupe, med ett smalt mörkt ögonstreck bakom ögat och ett ganska långt mörkt mustaschstreck. Buken är gul medan bröstet och kroppssidan är rostbrunt med fina längsgående streck. Ovansidan är övervägande brun och kraftigt svartfläckad.  
Den adulta honan har en liknande fjäderdräkt året runt och är mindre kontrastrik och mer brunfärgad och kraftigare streckad undertill än hanen. Hon saknar det lysande gula huvudet men har ändå tydliga ljusgula partier som exempelvis strupen. Vintertid påminner hanen och honan mer om varandra. 
Dess sång består av fem till elva strofer, som kan beskrivas som att fågeln räknar. Ett sångparti kan låta: tju, tju , tju, tju, tju, tju, tjuuu.

## Utbredning och taxonomi

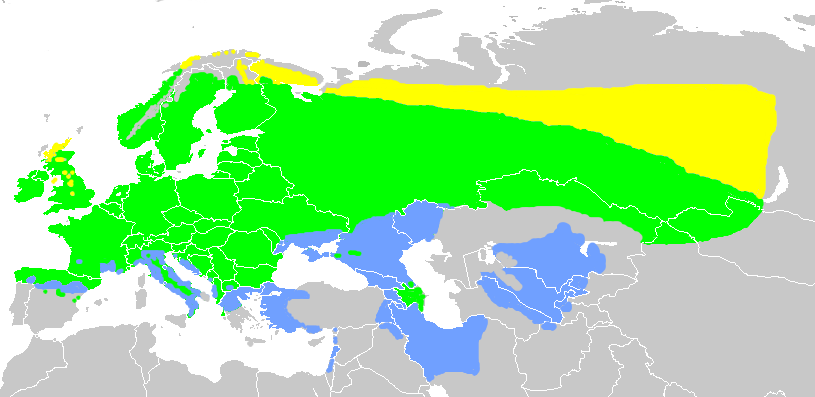
Häckningsområde (sommar)
Året-runt-boende
VinterkvarterUngefärligt naturligt utbredningsområde

Gulsparv häckar i Europa och i Väst- och Centralasien. I det östligaste utbredningsområdet i västra och centrala Sibirien hybridiserar den ofta med tallsparv (Emberiza leucocephalos) som har sin västliga utbredninggräns i dessa trakter. På grund av detta kategoriseras de ibland som underarter av samma art.
Man delar ofta upp gulsparven i tre underarter:
- Emberiza citrinella citrinella – nominatformen häckar i sydöstra England, Skandinavien, västra, sydvästra och norra Europa, och österut till Ob.
- Emberiza citrinella caliginosa – häckar i Storbritannien och på Irland.
- Emberiza citrinella erythrogenys – häckar i östra och sydöstra Europa, och österut genom Sibirien till nordvästra Mongoliet och norra Iran.

De nordligaste populationerna är kortflyttare medan de sydligare är stannfåglar. Vintertid förekommer gulsparven även i Mindre Asien. Arten har även introducerats till Australien och Nya Zeeland.

### Förekomst i Sverige
Gulsparven häckar i stora delar av Sverige, bitvis talrikt, förutom i fjällen och allra längst norrut. De nordliga häckningsområdena i inlandet överges på hösten men utmed Norrlandskusten och från Mellansverige och söderut förekommer den året om. Dock kan den dra sig längre söderut under stränga vintrar.

## Ekologi

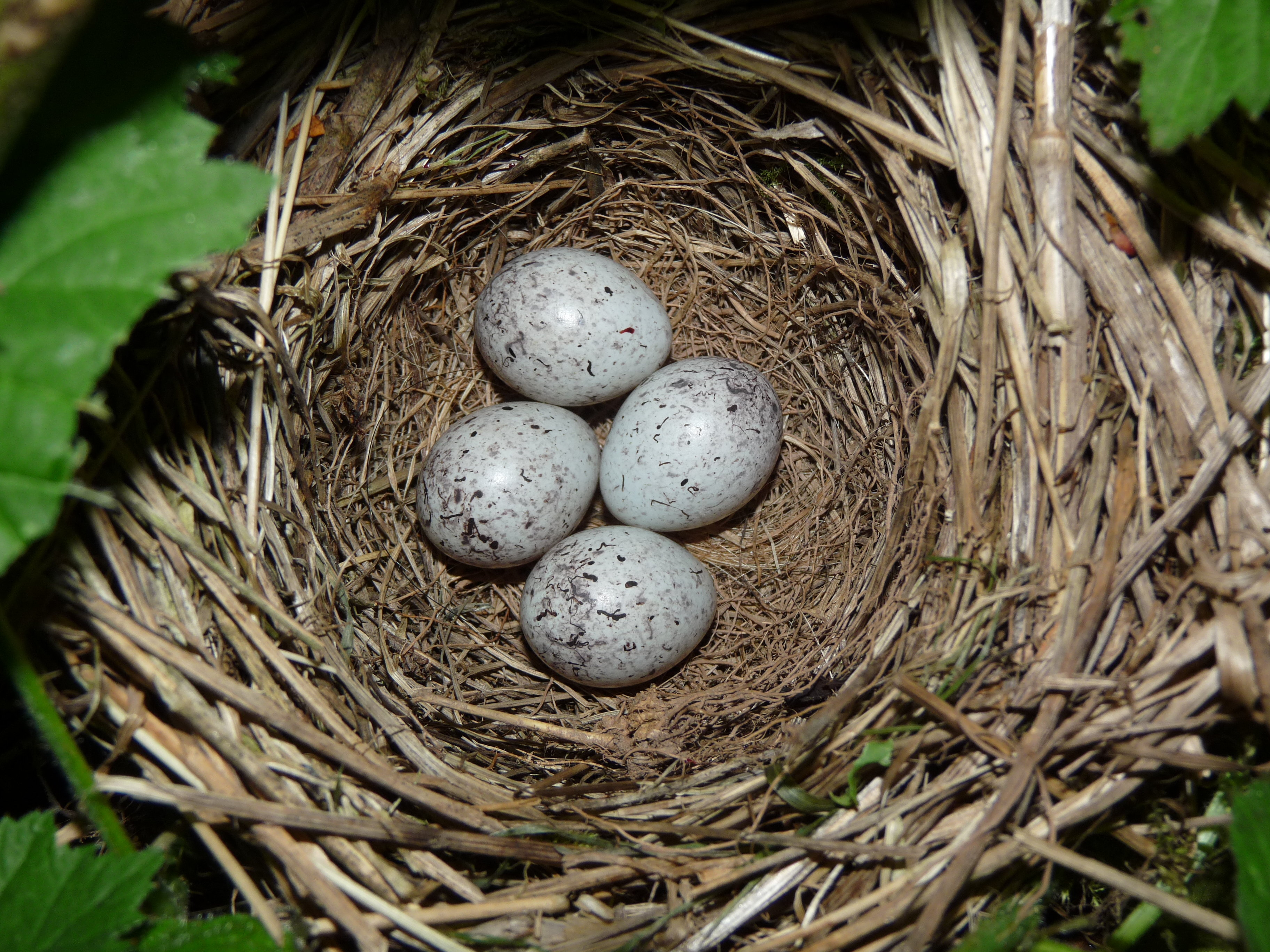
Bo med ägg. Gulsparven lägger vanligtvis 3-5 ägg per kull.

### Biotop
Gulsparven häckar i en rad olika biotoper som busk- och åkermark, skogsmark med gläntor, på hyggen men även på hedar och strandängar.

### Häckning

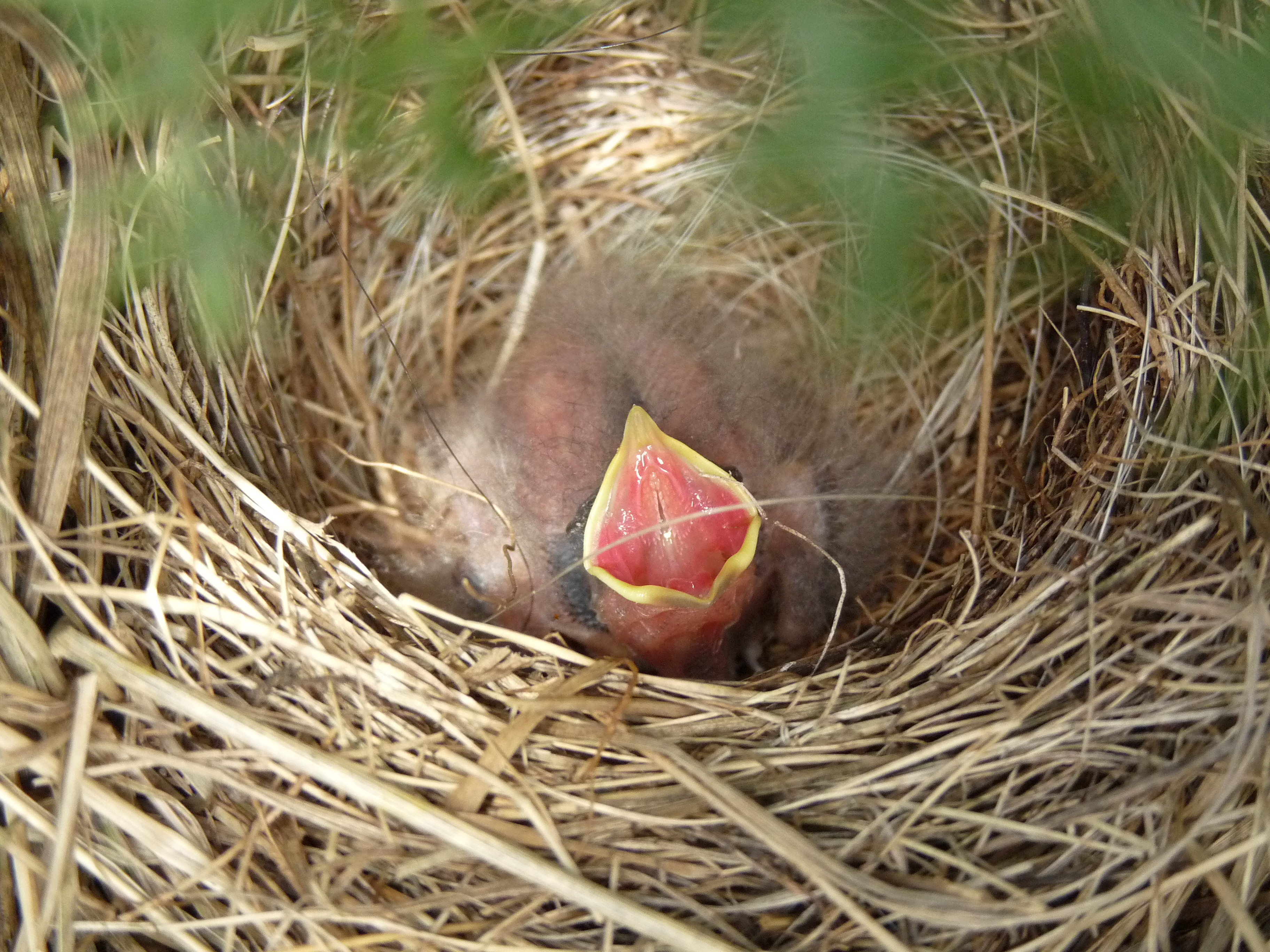
Tiggande unge i boet.

Häckningen startar ofta i början av maj, men i de södra delarna av utbredningsområdet redan i april. Gulsparven är monogam och börjar häcka när den är ett år gammal. Hanarna etablerar revir längs häckar och skogsbryn och sjunger från ett träd eller buske. De fortsätter ofta en bra bit in i juli eller augusti. Hanen visar ofta upp sig för honan genom att höja sina vingar och springa mot henne. Boet byggs av honan, är skålformigt och placeras på eller nära marken, vanligtvis dolt i tuvor, mot en liten vall eller lågt i en buske. Boet mäter 11,5–13 cm i diameter och är 4–4,5 cm djupt.[källa behövs] Det byggs av det material som påträffas i närheten, exempelvis löv, torrt gräs och kvistar, och fodras med fina grässtrån och ibland med djurhår.
Gulsparven lägger vanligtvis tre till fem ägg per kull, men kullar på två och sex ägg har också observerats. Äggen är vitaktiga och vanligtvis mönstrade med ett nätverk av fina mörka linjer. Äggen mäter i genomsnitt 21 mm gånger 16 mm och väger i genomsnitt 2,9 gram, varav 6 procent är skal. Honan ruvar äggen under 11–14 dagar, fram till kläckning, och tar hand om de duniga och orörliga ungarna tills de blir flygga, 11–13 dagar senare. Båda föräldrarna matar ungarna i boet och två eller tre kullar föds upp varje år.

### Födosökning

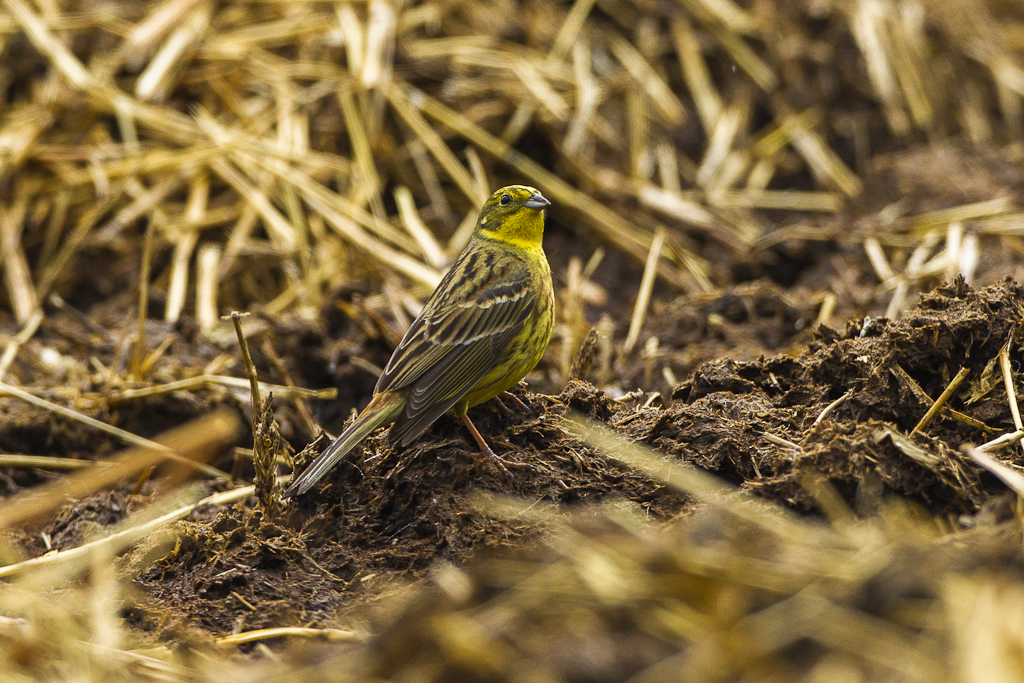
Gulsparven födosöker ofta på marken och föredrar stärkelserika frön från exempelvis spannmål.

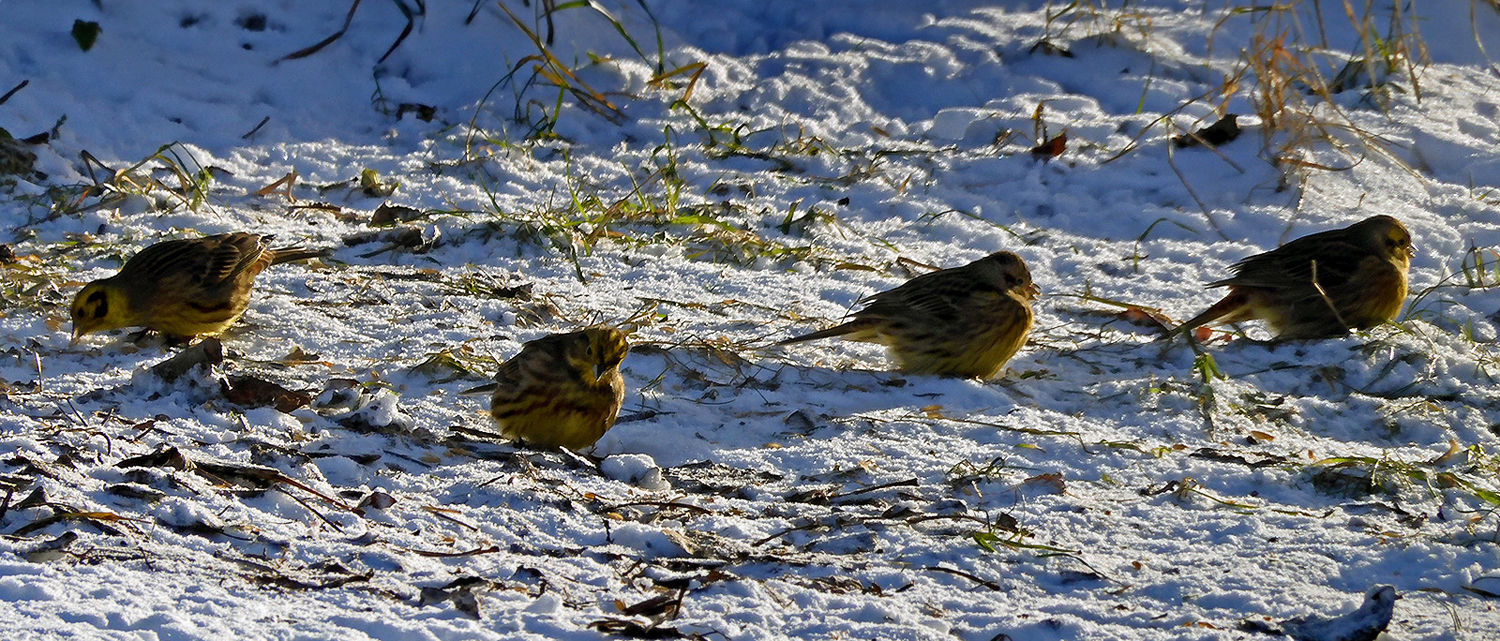
Födosökande gulsparvar 5 januari 2024 i Ystad.

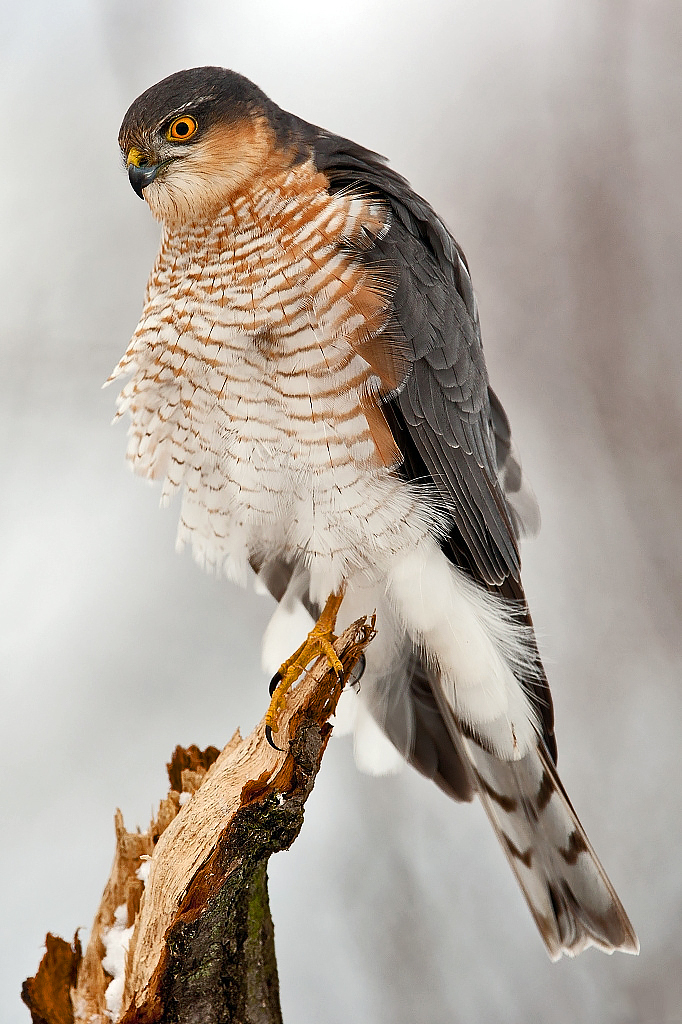
Sparvhöken är ett rovdjur som tar gulsparv.

Födosökningen sker främst på marken och födan består främst av frön. Oljerika frön, som de i kålväxter, ratas till förmån för mer stärkelserika. Bland de typiska födoväxterna finns brännässla, skräppor, trampört, svinmålla, våtarv och röllika. Gräsen är också viktiga, särskilt spannmål utgör en betydande del av den föda som konsumeras under höst och vinter. Vete och havre föredras framför korn. Under häckningstid tar den även insekter. Utanför häckningssäsongen födosöker gulsparven i flockar som ibland kan uppgå till hundratals individer, och som ofta även innehåller individer av andra fältsparvar och finkar.

### Predatorer och nativitet
Rovdjur som jagar gulsparv är bland andra sparvhök, duvhök och mindre skrikörn. Eftersom den är en markhäckande fågel är äggen och ungarna sårbara för predation från små däggdjur som råttdjur och andra gnagare. Bona hemsöks också av kråkfåglar i släktet Corvus, nötskrika och skata. Predation stod för mer än 60 procent av de misslyckade häckningarna i en undersökning som gjordes 2012 i Tyskland.
Den årliga överlevnaden för adulta individer i Storbritannien är cirka 54 procent, och 53 procent under deras första levnadsår. Den typiska livslängden är tre år, även om det finns registreringar från Storbritannien och Tyskland av fåglar som levt i mer än 13 år.

## Gulsparven och människan

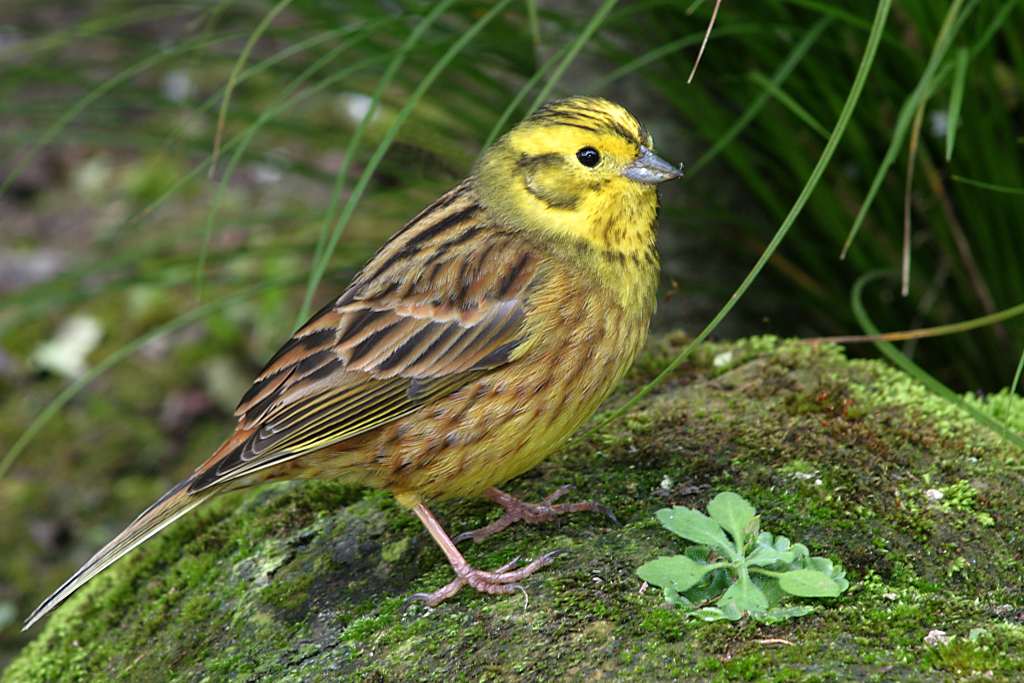
Gulsparven har introducerats till Nya Zeeland och Australien. Här en hane fotograferad på Nordön.

### Status och hot
Arten har ett mycket stort globalt häckningsområde. Trots att populationstrenden är negativ anser inte IUCN att minskningen är så pass allvarlig att den är hotad, utan kategoriserar arten som livskraftig (LC). Världspopulationen uppskattas till mellan 65 och 90 miljoner vuxna individer.

#### Status i Sverige
Gulsparven var vanlig i Sverige på 1800-talet men på 1960-talet minskade arten kraftigt i södra och mellersta delarna av landet, som en följd av bruket av kemiska bekämpningsmedel. I vissa områden i södra Sverige försvann upp till 95  % av beståndet. 1966 förbjöds bekämpningsmedlet metylkvicksilver inom jordbruket, vilket gjorde att arten återhämtade sig. Trots detta har den svenska populationen sedan 1990-talet minskat. Den svenska häckningspopulationen bedömdes 2015 av ArtDatabanken som sårbar (VU), men nedgraderades 2020 till den lägre hotkategorin nära hotad eftersom minskningstakten har avtagit. 2018 uppskattades det svenska beståndet till 533 000 par.

### I kulturen och namn
Gulsparven är Närkes landskapsfågel. Äldre namn är bland andra gulspink och gröning. På Gotland har den kallats gulvamb. Det vetenskapliga artnamnet citrinella kommer italienska Citrinella för en liten gul fågel (diminutiv av latinets citrinus som betyder "citrongul").

### Folktro
Över hela Skåne och delar av Småland och Halland har man trott att man fick gulsot om en gulsparv flög över taknocken just då man steg upp och innan man hunnit lägga sängdynan tillrätta. För att botas skulle man äta en stekt gulsparv eller koka ett hönsägg i den sjukes urin och sätta upp ägget på taket så att gulsparvarna fick äta upp det. Trots myten om gulsoten har man i Sverige varit rädd om gulsparven. I trakterna runt Lund ansågs det lika illa att döda en gulsparv som att skjuta en stork.